# Christopher Steytler
Christopher David Steytler est né en Afrique du Sud. Il a fait ses premières années de scolarité au Lycée Saint-Georges (Le Cap), (St. George's Grammar School), une école privée mixte située à Mowbray, une banlieue de la ville du Cap, dans le Cap-Occidental.

## Carrière
Après avoir obtenu son diplôme de l'Université du Cap il a exercé en tant qu'avocat en Afrique du Sud avant d'émigrer en Australie-Occidentale en 1976. Il a rejoint le barreau indépendant en 1990 et a été nommé conseiller de la reine (QC) en janvier 1993. Il a été nommé à la Cour suprême en 1994.

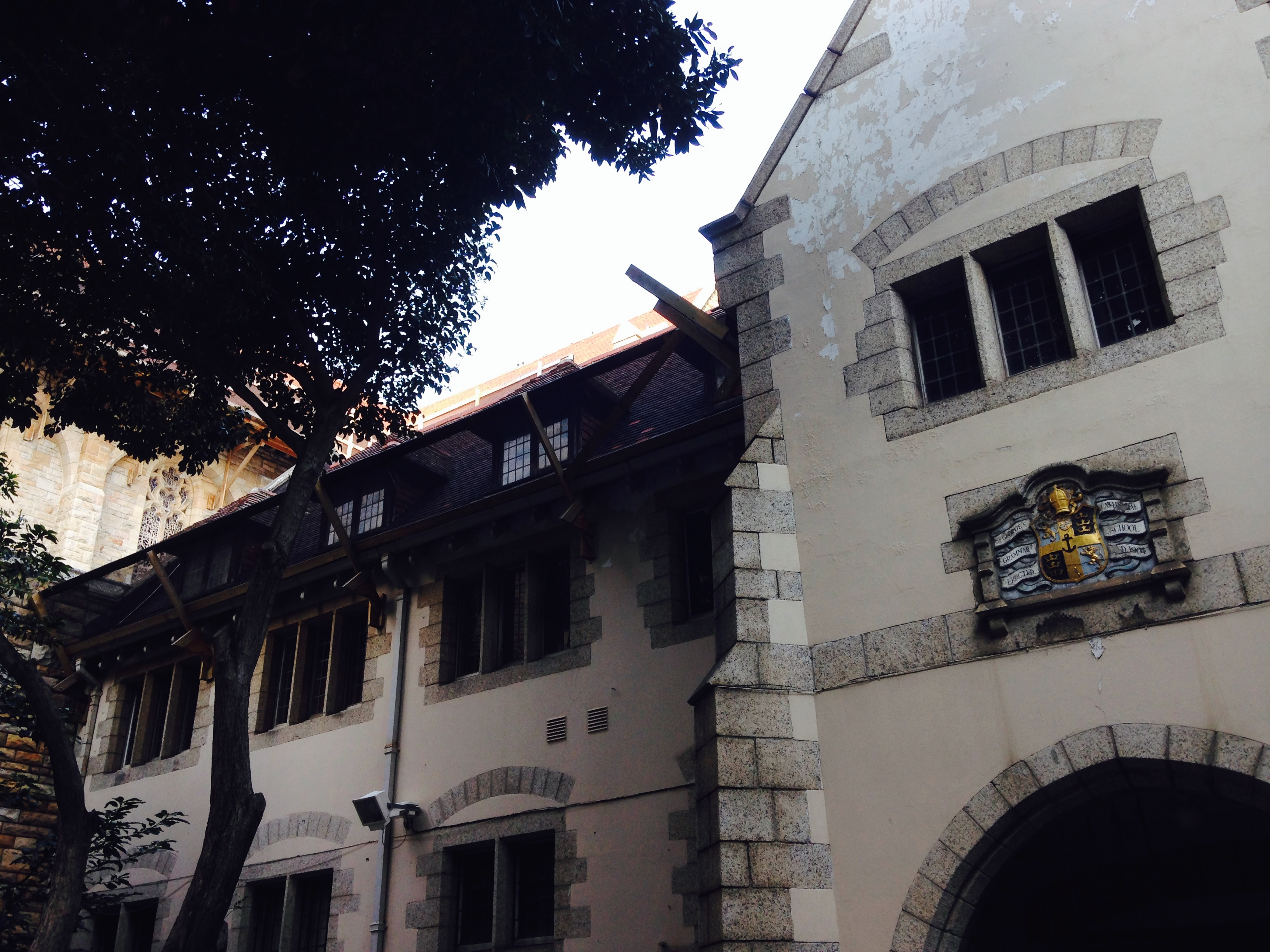
Lycée Saint-Georges Grammar School, Le Cap

Christopher David Steytler est un ancien juge de la Cour suprême d'Australie-Occidentale et il fut président de la Cour d'appel. Membre de la Cour suprême de l'Australie-Occidentale de 1994 à 2009, et il a été inspecteur parlementaire de la Corruption and Crime Commission (en), une agence indépendante de lutte contre la corruption créée le 1er janvier 2004 pour améliorer l'intégrité du secteur public d'Australie-Occidentale et enquêter sur les allégations d'inconduite contre des agents publics, de 2009 à 2012.
Le 1er février 2009, après avoir pris sa retraite de la Cour suprême, il a débuté en qualité d'inspecteur parlementaire dans la commission Western Australian Corruption and Crime. Il a été membre fondateur du Conseil indépendant des médias de 2012 à 2015.

## Distinction
Officier de l'ordre d'Australie 
Le 11 juin 2012, il a été nommé Officier de l'Ordre d'Australie pour ses services distingués à la magistrature et à la loi, à la promotion et à la protection des droits de l'homme, à l'éducation juridique et à l'éthique et aux normes professionnelles.
En sa qualité de juriste éminent il reçoit le titre honorifique de conseiller de la reine (QC). Ce statut conféré par la Couronne par lettre patente est attribué au mérite plutôt que sur un niveau d'expérience donné. En fait cette nomination ayant été faite sous le règne de la reine Élisabeth II, l'appellation est  Queen's Counsel (initiales post-nominales QC). Le rang de conseiller de la reine n'ayant jamais été officiellement aboli, avant le changement dans chaque juridiction a été autorisés à conserver l'ancien titre.